# Ernst Ferdinand van Brunswijk-Bevern
Ernst Ferdinand van Brunswijk-Bevern (Osterholz, 4 maart 1682 – Brunswijk, 14 april 1746) was van 1735 tot aan zijn dood hertog van Brunswijk-Bevern. Hij behoorde tot het Nieuwere Huis Brunswijk.

## Levensloop
Ernst Ferdinand was de vijfde zoon van hertog Ferdinand Albrecht I van Brunswijk-Bevern uit diens huwelijk met Christina, dochter van landgraaf Frederik van Hessen-Eschwege.
In mei 1706 trad hij als officier toe tot het Pruisische leger. In december van datzelfde jaar volgde Ernst Ferdinand zijn overleden tweelingbroer Ferdinand Christiaan op als proost van het Sint-Blasius- en het Sint-Cyriakus-klooster van Brunswijk. Vijf jaar later, in 1711, werd hij bevorderd tot generaal-majoor en in 1713 beëindigde hij zijn militaire loopbaan.
In maart 1735 werd zijn oudere broer Ferdinand Albrecht II hertog van Brunswijk-Wolfenbüttel, waarna Ernst Ferdinand de regering over de apanage Brunswijk-Bevern overnam. Hiermee stichtte hij de jongere linie Brunswijk-Bevern, die in 1809 uitstierf.
In april 1746 stierf hij op 64-jarige leeftijd.

## Huwelijk en nakomelingen
Op 4 augustus 1714 huwde Ernst Ferdinand met Eleonora Charlotte (1686-1748), dochter van Frederik Casimir Kettler, hertog van Koerland. Ze kregen twaalf kinderen:
- August Willem (1715-1781), hertog van Brunswijk-Bevern
- Christina Sophia (1717-1779), huwde met markgraaf Frederik Ernst van Brandenburg-Kulmbach
- Frederika (1719-1772)
- George Lodewijk (1721-1747)
- Ernestine (1721)
- Frederik George (1723-1766)
- Amalia (1724-1726)
- Karel Willem (1725)
- Frederik August (1726-1729)
- Maria Anna (1728-1754)
- Frederik Karel Ferdinand (1729-1809), hertog van Brunswijk-Bevern
- Johan Anton (1731-1732)

## Voorouders
| Voorouders van Ernst Ferdinand van Brunswijk-Bevern | Voorouders van Ernst Ferdinand van Brunswijk-Bevern                                                  | Voorouders van Ernst Ferdinand van Brunswijk-Bevern                                                  | Voorouders van Ernst Ferdinand van Brunswijk-Bevern                                                       | Voorouders van Ernst Ferdinand van Brunswijk-Bevern                                                       | Voorouders van Ernst Ferdinand van Brunswijk-Bevern                                               | Voorouders van Ernst Ferdinand van Brunswijk-Bevern                                               | Voorouders van Ernst Ferdinand van Brunswijk-Bevern                                               | Voorouders van Ernst Ferdinand van Brunswijk-Bevern                                               |
| --------------------------------------------------- | --- | --- | --- | --- | ------------------------------------------------------------------------------------------------- | ------------------------------------------------------------------------------------------------- | ------------------------------------------------------------------------------------------------- | ------------------------------------------------------------------------------------------------- |
| Overgrootouders                                     | Hendrik van Brunswijk-Dannenberg (1533-1598) ∞ Ursula van Saksen-Lauenburg(1545-1620)                | Hendrik van Brunswijk-Dannenberg (1533-1598) ∞ Ursula van Saksen-Lauenburg(1545-1620)                | Johan Albrecht II van Mecklenburg-Schwerin (1590-1636) ∞ Margaretha Elisabeth van Mecklenburg (1584-1616) | Johan Albrecht II van Mecklenburg-Schwerin (1590-1636) ∞ Margaretha Elisabeth van Mecklenburg (1584-1616) | Maurits van Hessen-Kassel (1572-1632) ∞ Juliana van Nassau-Dillenburg (1587-1643)                 | Maurits van Hessen-Kassel (1572-1632) ∞ Juliana van Nassau-Dillenburg (1587-1643)                 | Johan Casimir van Palts-Kleeburg (1589-1652) ∞ Catharina Wasa (1584-1638)                         | Johan Casimir van Palts-Kleeburg (1589-1652) ∞ Catharina Wasa (1584-1638)                         |
| Grootouders                                         | August van Brunswijk-Wolfenbüttel (1579–1666) ∞ Sophia Elisabeth van Mecklenburg-Güstrow (1613-1676) | August van Brunswijk-Wolfenbüttel (1579–1666) ∞ Sophia Elisabeth van Mecklenburg-Güstrow (1613-1676) | August van Brunswijk-Wolfenbüttel (1579–1666) ∞ Sophia Elisabeth van Mecklenburg-Güstrow (1613-1676)      | August van Brunswijk-Wolfenbüttel (1579–1666) ∞ Sophia Elisabeth van Mecklenburg-Güstrow (1613-1676)      | Frederik van Hessen-Eschwege (1617-1655) ∞ Eleonora Catharinavan Palts-Kleeburg (1626-1692)       | Frederik van Hessen-Eschwege (1617-1655) ∞ Eleonora Catharinavan Palts-Kleeburg (1626-1692)       | Frederik van Hessen-Eschwege (1617-1655) ∞ Eleonora Catharinavan Palts-Kleeburg (1626-1692)       | Frederik van Hessen-Eschwege (1617-1655) ∞ Eleonora Catharinavan Palts-Kleeburg (1626-1692)       |
| Ouders                                              | Ferdinand Albrecht I van Brunswijk-Bevern (1636-1687) ∞ Christina van Hessen-Eschwege (1649-1702)    | Ferdinand Albrecht I van Brunswijk-Bevern (1636-1687) ∞ Christina van Hessen-Eschwege (1649-1702)    | Ferdinand Albrecht I van Brunswijk-Bevern (1636-1687) ∞ Christina van Hessen-Eschwege (1649-1702)         | Ferdinand Albrecht I van Brunswijk-Bevern (1636-1687) ∞ Christina van Hessen-Eschwege (1649-1702)         | Ferdinand Albrecht I van Brunswijk-Bevern (1636-1687) ∞ Christina van Hessen-Eschwege (1649-1702) | Ferdinand Albrecht I van Brunswijk-Bevern (1636-1687) ∞ Christina van Hessen-Eschwege (1649-1702) | Ferdinand Albrecht I van Brunswijk-Bevern (1636-1687) ∞ Christina van Hessen-Eschwege (1649-1702) | Ferdinand Albrecht I van Brunswijk-Bevern (1636-1687) ∞ Christina van Hessen-Eschwege (1649-1702) |
| Ernst Ferdinand van Brunswijk-Bevern (1682-1746)    | | | | |                                                                                                   |                                                                                                   |                                                                                                   |                                                                                                   |